# Ангел Карагьозов
Ангел Димитров Карагьозов е български юрист, председател на Върховния касационен съд, министър на правосъдието.

## Биография
Роден през 1875 г. в Търново. Син е на Димитър Карагьозов, брат на Стефан Недев Карагьозов и Никола Карагьозов. Негов роднина е Васил Карагьозов.
Завършва право в Тулуза. Работи като адвокат и съдия в София.
Председател на Върховния касационен съд /1927-1938/.
Министър на правосъдието /21 април 1935 – 23 ноември 1935/; /4 юли 1936 – 21 май 1937/.
Негови внуцик са известният юрист Александър Джеров и травматологът Димитър Джеров /синове на дъщеря му Недялка/.
Умира в София на 1 септември 1961 година.